# Pailó
El pailó o gutxo (Centroscymnus coelolepis) és una espècie de tauró esqualiforme de la família Dalatiidae.

## Descripció
- Cos cilíndric amb el musell curt.
- La seua coloració és castany fosc.
- Sense aleta anal ni membrana nictitant.
- Aletes dorsals amb espina molt petita.
- Presenta cinc parells de fenedures branquials.
- Assoleix entre 95 i 114 cm de longitud total.

## Hàbitat
És força comú en els fons del talús continental, entre els 270 i 2000 m de profunditat. Normalment, es troba als 400 m, però deté el registre de més fondària de qualsevol elasmobranqui: ha estat capturat a 3.675 m. Viu preferentment en aigües amb temperatures entre 5º i 10 C.

## Alimentació
Menja peixos demersals i bentònics.

## Reproducció
Ovovivípara aplacentària. En cada part neixen de 13 a 16 petits.

## Aprofitament
Espècie sense cap mena d'interès comercial, encara que la carn és bona.